# Târgu Secuiesc
Târgu Secuiesc (dawniej Tîrgu Secuiesc, węg. Kézdivásárhely, niem. Szekler Neumarkt, łac. Neoforum Siculorum) – miasto w Rumunii, w okręgu Covasna.
W 2011 roku liczyło 18491 mieszkańców, z których 88,11% stanowili Węgrzy, 6,99% Rumuni, 1,51% Romowie, 0,06% Niemcy i 0,05% Czangowie.

## Historia
Po raz pierwszy wzmiankowane w 1407 roku pod nazwą Torjawasara. Słowa târg (rum. i vásárhely (węg. oznaczają targ, co wskazuje, że Târgu Secuiesc powstało jako miasto handlowe.

## Miasta partnerskie
- Hatvan
- Nagyatád
- Paks